# Athetis brunneaplagata
Athetis brunneaplagata är en fjärilsart som beskrevs av Bethune-Baker 1911. Athetis brunneaplagata ingår i släktet Athetis och familjen nattflyn. Inga underarter finns listade i Catalogue of Life.